# Vladimir Molojen
Vladimir Molojen (n. 14 iulie 1946, Bălți) este un om politic din Republica Moldova, care a îndeplinit funcția de ministru al dezvoltării informaționale în cabinetul Tarlev 2 (2005-2008).

## Biografia
Vladimir Molojen s-a născut la data de 14 iulie 1946, în municipiul Bălți (astăzi în Republica Moldova). A absolvit Institutul de Mineri din Dnepropetrovsk (1970) și Academia Ministerului Afacerilor Interne din Federația Rusă (1994). A obținut titlul academic de Doctor în științe tehnice și de Doctor habilitat în filozofie.
După absolvirea Institutul de Mineri din Dnepropetrovsk, în perioada 1970-1977, lucrează ca inginer superior la Uzina “V. I. Lenin” din orașul Bălți. În perioada 1977-1978 activează ca instructor al Comitetului Orășenesc de Partid Bălți, apoi între anii 1978-1982 este vicepreședinte al Comitetului executiv orășenesc Bălți. În anul 1982 devine secretarul doi al Comitetului Orășenesc de Partid Bălți, iar din anul 1985 este președintele comitetului executiv al orașului Bălți.
În perioada 1987-1996, Vladimir Molojen a activat în funcția de viceministru al afacerilor interne al RSS Moldovenească. Din anul 1996, exercită funcția de viceministru al afacerilor interne, șef al Departamentului informații și documentare a populației. Între anii 1998-2001 îndeplinește funcția de viceministru al afacerilor interne, șef al Departamentului evidență și documentare a populației. Molojen are gradul de general-maior de poliție.
Din aprilie 2001, dr. ing. Vladimir Molojen este numit în funcția de director general al Departamentului Tehnologii Informaționale (în cadrul guvernului). A fost acuzat de către presa din Republica Moldova de corupție și de fraudă în contractele pentru producerea de pașapoarte (a comandat 5 milioane de pașapoarte pentru o țară cu 3,5 milioane de locuitori).
La 19 aprilie 2005, Vladimir Molojen este numit în funcția de ministru al dezvoltării informaționale prin Decretul Președintelui Republicii Moldova, Vladimir Voronin, în baza votului de încredere acordat de Parlament. A depus jurământul în limba rusă, necunoscând limba română . A fost eliberat din funcția de ministru la data de 31 martie 2008, odată cu formarea unui nou guvern condus de Zinaida Greceanîi.
În paralel, Molojen a deținut și funcția de președinte al Federației de Șah a Moldovei.
La data de 30 mai 2008, Vladimir Molojen a fost numit în funcția de director general al Întreprinderii de Stat Centrul Resurselor Informaționale de Stat „Registru”, întreprindere care concentrează principalele baze de date de stat și coordonează eliberarea tuturor celor mai importante documente în RM, inclusiv a actelor de identitate .
A fost decorat cu Ordinul “Ștefan cel Mare” (1992). La 14 iulie 2006, președintele Voronin i-a conferit lui Vladimir Molojen "Ordinul Republicii", "pentru muncă îndelungată și prodigioasă în organele administrației publice, contribuție la edificarea societății informaționale în Republica Moldova și la crearea de sisteme informaționale de importanță statală". La 9 martie 2011, Vladimir Molojen a depus cerere de demisie din funcție de Director General al Î.S. CRIS „Registru”, după ce a fost acuzat că a administrat întreprinderea ineficient .
Vladimir Molojen are ca limbă maternă limba rusă și nu cunoaște limba română, în schimb declară că vorbește limba engleză. El este căsătorit și are doi copii.